# Elaeagnus arakiana
Elaeagnus arakiana — вид квіткових рослин з родини маслинкових (Elaeagnaceae). Поширення: Японія (префектура Кіото).